# Волков, Лев Николаевич
Лев Николаевич Волков (1923 — 24 марта 1945) — командир орудия танка Т-34 61-й гвардейской танковой бригады (10-й гвардейский танковый корпус, 4-я гвардейская танковая армия, 1-й Украинский фронт) гвардии старший сержант, участник Великой Отечественной войны, кавалер ордена Славы трёх степеней.

## Биография
Родился в 1923 году в деревне в семье крестьянина. Русский.
Образование неполное среднее. Работал в колхозе механизатором. Позднее окончил курсы связистов. Работал линейным надсмотрщиком линейно-технического узла в посёлке Суслонгер (Марийская АССР), затем перешёл в республиканскую контору связи.
В 1940 году был призван в Красную армию Йошкар-Олинским райвоенкоматом. На фронте в Великую Отечественную войну с августа 1941 года. Боевое крещение получил на Западном фронте, как военный связист.
В 1942 году воевал в 5-м отдельном ремонтно-восстановительном полку связи Брянского фронта, направлен на учёбу в танковое училище, однако его не закончил. Был зачислен в формирующуюся на Урале 197-ю Свердловскую танковую бригаду. Вновь оказался на фронте с июля 1943 года. Весь боевой путь прошёл в составе 197-й (с октября 1943 года — 61-й гвардейской танковой бригады, был наводчиком, затем командиром орудия танка Т-34. Член ВКП(б)/КПСС с 1944 года.
4 сентября 1943 года в бою за посёлок Локоть (Брянская область) в составе экипажа танка уничтожил 3 пушки, 3 пулемёта и до 30 гитлеровцев. За этот бой получил первую боевую награду — орден Красной Звезды.
16 марта 1944 года в бою за село Сетукки (юго-восточнее города Ямполь, Украина) гвардии старший сержант Волков вместе с экипажем вывел из строя 2 противотанковых орудия, 5 миномётных точек и уничтожил до 70 солдат и офицеров противника. Когда танк был подбит, сняв с танка пулемёт, не дал врагу захватить боевую машину.
Приказом по войскам 10-го гвардейского танкового корпуса от 20 мая 1944 года (№ 23/н) гвардии старший сержант Волков Лев Николаевич награждён орденом Славы 3-й степени.
С 18 по 23 июля 1944 года в боях на Львовском направлении гвардии старший сержант Волков в составе экипажа уничтожил свыше 20 вражеских солдат и офицеров. 23 июля в сражении за населённый пункт Подъяркув (предместье города Львов, Украина) вместе с экипажем танка нанёс противнику ощутимый урон в живой силе и боевой технике: уничтожил до 25 солдат и взял в плен 5 вражеских солдат.
Приказом по войскам 4-й танковой армии от 3 октября 1944 года (№ 265/н) гвардии старший сержант Волков Лев Николаевич награждён орденом Славы 2-й степени.
13 января 1945 года в бою за деревню Лисув (Польша) гвардии старший сержант Волков со своим экипажем уничтожил противотанковое орудие, 3 автомашины, танк «Тигр», бронетранспортёр и до 10 гитлеровцев. 23 января 1945 года при прорыве в тыл врага в районе города Острув (Острув-Велькопольски, Польша) принял бой с превосходящими силами противника. В бою танкисты сожгли несколько машин и подвод с боевой техникой, боеприпасами и снаряжением, вывели из строя 4 противотанковых пушки, подавили огонь миномётной батареи и уничтожили свыше 10 гитлеровских солдат и офицеров.
Указом Президиума Верховного Совета СССР от 10 апреля 1945 года гвардии старший сержант Волков Лев Николаевич награждён орденом Славы 1-й степени. Стал полным кавалером ордена Славы.
Эта награда осталась невручённой. Значится пропавшим без вести 24 марта 1945 года.

## Награды
- Орден Красной Звезды (08.09.1944)[3]
- орден Славы I степени (10.04.1945)[4]
- орден Славы II степени (03.10.1944)[5]
- орден Славы III степени (20.05.1944)[6]